# Apicia subflavaria
Apicia subflavaria là một loài bướm đêm trong họ Geometridae.